# 埃琳·克利弗
埃琳·克利弗（英語：Erin Cleaver，2000年2月6日—），澳大利亚女子田径运动员。她曾代表澳大利亚参加2016年夏季残疾人奥林匹克运动会田径比赛，获得女子4×100米接力T35-38级铜牌。